# Pays de Voorne

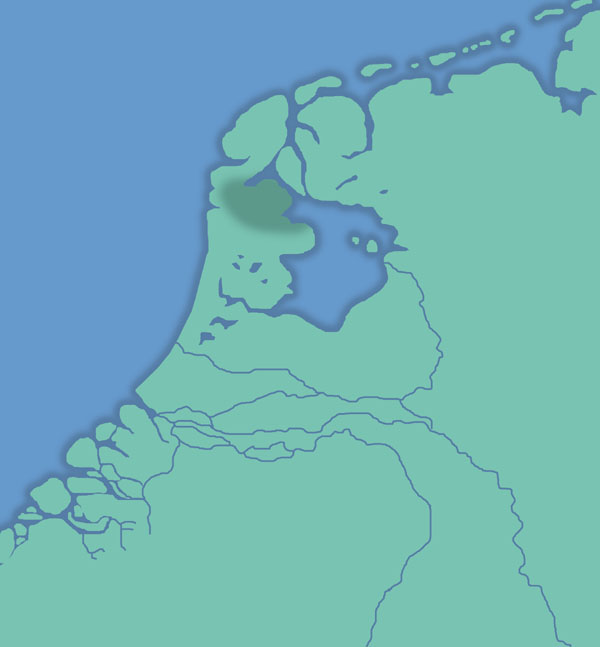
Les Pays-Bas vers l'an 1000 (carte récente). Selon cette carte, les îles Goeree, Schouwen, Duiveland, Tholen et quelques autres sont déjà séparées du continent.

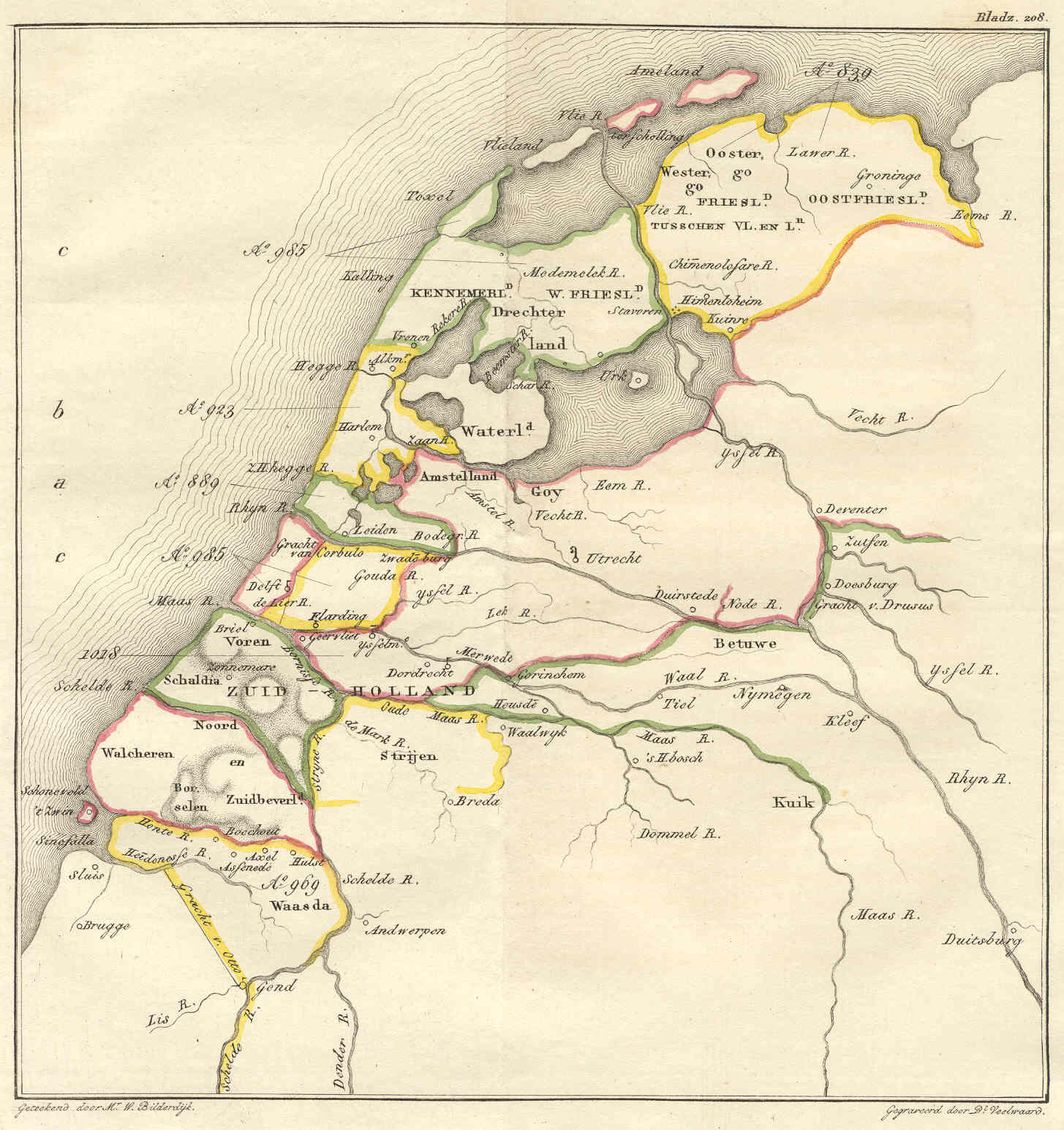
Division administrative des Pays-Bas vers l'an 1000 (d'après une carte de 1832 dressée par le poète Willem Bilderdijk). Sur cette carte Voorne (Vorne) est appelé Gouw Scalden ou Scaldis (Schaldia) Willem Bilderdijk.

Le pays de Voorne de Zélande était un territoire indépendant. Cette île était plus grande que l'île actuelle de Voorne. L'Escaut allait bien plus au nord qu'aujourd'hui et formait la frontière nord du pays.
Vers l'an 700, l'île s'est scindée formant progressivement les îles de la Zélande avec le Grevelingen et plus tard le Haringvliet les séparant.
Plusieurs théories s'affrontent sur les étendues réelles des terres noyées et émergées, la version "maxi" est représentée sur les cartes ci-contre tandis que la version "mini" ne montre que quelques îlots. Les cartes de l'époque se contredisent. La réalité est probablement que ces terres étaient facilement inondables.
Depuis Dirk II van Zeeland Van Voorne les vicomtes du Pays de Voorme étaient aussi les vicomtes de Zélande.
Le pays de Voorne s'est rattaché en 1371 en Bailli au Comté de Hollande. Le pays garde son nom. Ainsi en 1559, lorsque Guillaume Ier d'Orange-Nassau est nommé gouverneur, il règne sur la Hollande, la Zélande, l'Utrecht, la Frise occidentale et Voorne. Cette province gardait les mêmes droits que les autres.

## Référence
- (nl) Cet article est partiellement ou en totalité issu de l’article de Wikipédia en néerlandais intitulé « Land van Voorne » (voir la liste des auteurs).